# Падіння (фільм, 2008)
«Падіння» — кінофільм режисера Джона Крюгера, що вийшов на екрани в 2008 році.

## Зміст
Недолугого Тоні заарештували за вбивство священнослужителя. Його брат Франк, який балотується на посаду губернатора, намагається допомогти родичеві, не вірячи в причетність хлопця до жахливого злочину. Єдина надія Тоні - розкрити своє алібі, але це завдасть смертельного удару по майбутньому Франка в політиці.

## Ролі
| Актор              | Роль |
| ------------------ | ---- |
| Джиммі Екінс       | -    |
| Грег Бім           | -    |
| Бенжамін Карамелла | -    |
| Пітер Сілелла      | -    |
| Еріка Хоаг         | -    |
| Вільям Дівейн      | -    |
| Джейсон Дердон     | -    |
| Прісцилла Гаріто   | -    |
| Розмарі Гарріс     | -    |
| Роберт Гердіш      | -    |

## Знімальна група
- Режисер — Джон Крюгер
- Сценарист — Джон Крюгер
- Продюсер — Маркін Фрайсленд, Джон Крюгер